# Valeria Mongardini
Valeria Mongardini, pseudonimo di Loredana Mongardini (Roma, 21 maggio 1951), è una cantante e attrice italiana.

## Biografia
Dopo aver lavorato nel balletto di Don Lurio, di cui è stata capogruppo, firma un contratto con l'RCA Talent e debutta come cantante nel 1969.
Ha partecipato al Festival di Sanremo 1970 con Ahi ahi ragazzo!, scritta da Franco Migliacci, Umberto Napolitano e Mario Vicari, cantata in abbinamento con Rita Pavone non riuscendo ad andare in finale.
Nello stesso anno partecipa al Cantagiro 1970 con Addio città vecchia, cover di American Woman dei The Guess Who, con il testo in italiano di Claudio Baglioni.
In seguito si dedica al cinema, usando il suo vero nome.

## Discografia

### Singoli
- 1969 – Asciuga asciuga/Se sapessi mio caro (RCA Talent, TL 29)
- 1970 – Ahi ahi ragazzo/ Sei come il vento (RCA Talent, TL 31)
- 1970 – Addio città vecchia/Faccia d'angelo (RCA Italiana, PM 3532)
- 1970 – Si Supieras, Amor Mio/Mujer Americana (Adios Ciudad Vieja) (con Paolo Ormi y su Orquesta) (RCA Victor, 31A-1770)

## Filmografia
- Fratello homo sorella bona, regia di Mario Sequi (1972)
- Le mille e una notte... e un'altra ancora!, regia di Enrico Bomba (1972)
- Maria Rosa la guardona, regia di Marino Girolami (1973)
- Dagli archivi della polizia criminale, regia di Paolo Lombardo (1973)
- Ultimo tango a Zagarol, regia di Nando Cicero (1973)
- Diario segreto da un carcere femminile, regia di Rino Di Silvestro (1973)
- Prima e dopo l'amore... un grido d'allarme, regia di Giovanni Crisci (1973)